# Kuggis

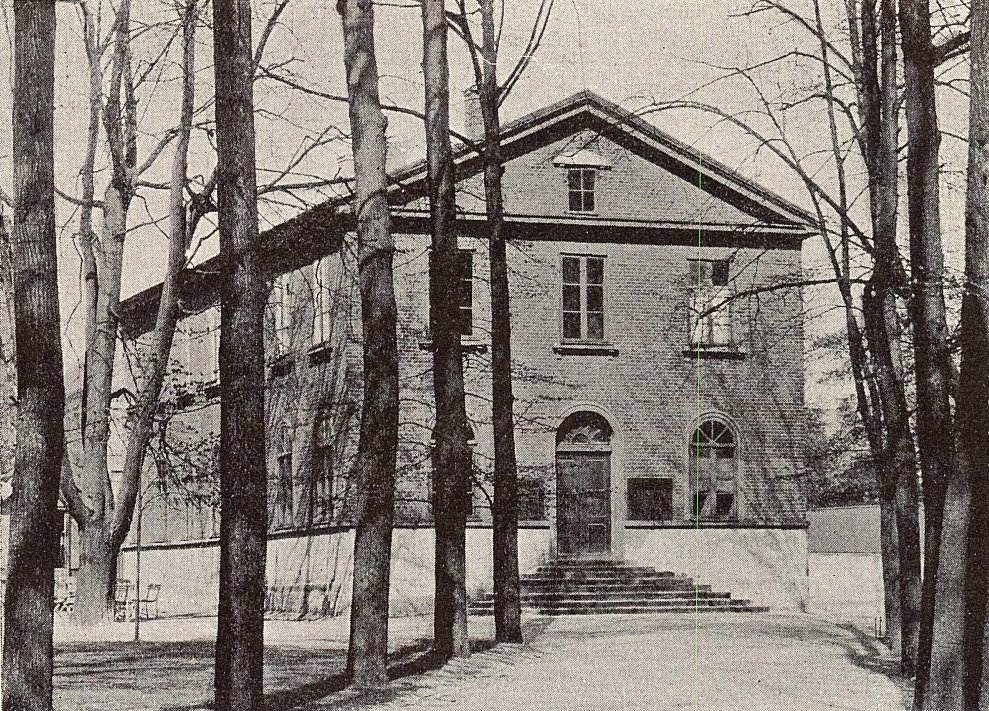
Kuggis

Kuggis var ett litet tvåvåningshus i nyantik stil med lågt sadeltak i Lundagård beläget intill Kungshuset i centrala Lund. Det byggdes mellan år 1800 och 1802 och kallades då "Nya akademien" eftersom Lunds universitet behövde fler lokaler. Det var den första av två planerade flygelbyggnader vid Kungshuset; den andra blev aldrig uppförd. Huset användes bland annat som konsistoriehus. 
Från 1802 till 1845 upptogs hela övre våningen av universitetets naturaliesamlingar. Samlingarna utökades och moderniserades väsentligt under denna tid av Sven Nilsson. År 1882 invigdes den nya universitetsbyggnaden och Lunds universitetsbibliotek kunde använda hela Kungshuset. Det räckte dock inte, och 1893 flyttade man in i delar av Kuggis. År 1897 revs huset för att ge plats åt ett nytt universitetsbibliotek, vilket dock i stället kom att uppföras vid Helgonabacken under åren 1902−1907.
Namnet Kuggis kommer av att man fram till 1863 avlade studentexamen i huset. Klarade man inte denna blev man "kuggad". Studentexamen anordnades på den tiden av universiteten som inträdesprov till de akademiska studierna − inte som senare vid gymnasierna runt om i landet, där skolutbildningen ägde rum.